# Utopia (álbum de Axxis)
Utopia (en español: Utopía) es el undécimo álbum de estudio de la banda alemana de heavy metal Axxis y salió a la venta en 2009. Fue lanzado en formato de disco compacto por la discográfica AFM Records.

## Desarrollo de la grabación
Como se había presentado en ocasiones anteriores, un músico del grupo abandonó Axxis. Esta vez fue el baterista André Hilgers y fue reemplazado por Alex Landenburg.
Al igual que en sus últimos álbumes, la grabación de este álbum se realizó en el estudio Soundworxx, ubicado en Bergkamen, Alemania y fue mezclado y masterizado en House of Audio, en la localidad de Karlsdorf, Turingia.  Fue producido por Bernhard Weiss y Harry Oellers.

## Canción del vigésimo aniversario de la banda
En la canción «20 Years Anniversary Song» —la cual se encuentra en ediciones especiales de este material discográfico—,  participaron el exintegrante de la banda Walter Pietsch, así como reconocidos cantantes como Andi Deris de Helloween, Doro Pesch de Doro, Rolf Stahlhofen ex de Söhne Mannheims, David Readman de Pink Cream 69, Marcel Schirmer de Destruction y Claus Lessmann de Bonfire.  Esta melodía es en motivo del 20.º aniversario del lanzamiento de su primer disco de estudio en 1989.

## Versiones
Existen dos versiones de Utopia: la original y la edición especial limitada.  La primera numera once temas, mientras que la segunda versión contiene dos temas extras: «Taste my Blood» y «20 Years Anniversary Song» (mencionada en el párrafo anterior).
En 2009, este álbum se posicionó en el lugar 40.º de las listas del Media Control Charts de Alemania.

## Lista de canciones

### Versión original
| Side one |                                  |                                |                                 |          |  |
| N.º      | Título                           | Escritor(es)                   | Traducción al español           | Duración |  |
| 1.       | «Journey to Utopia»              | Bernhard Weiss / Harry Oellers | «Viaje a la utopía»             | 1:39     |  |
| 2.       | «Utopia»                         | Weiss / Oellers                | «Utopía»                        | 3:59     |  |
| 3.       | «Last Man on Earth»              | Weiss / Oellers                | «El último hombre en la Tierra» | 4:51     |  |
| 4.       | «Fass Mich An» (letra en alemán) | Weiss / Oellers                | «Tócame»                        | 5:10     |  |
| 5.       | «Sarah Wanna Die»                | Weiss / Oellers                | «Sarah quiere morir»            | 5:54     |  |
| 6.       | «My Fathers' Eyes»               | Weiss / Oellers                | «Los ojos de mi padre»          | 4:40     |  |
| 7.       | «The Monsters Crawl»             | Weiss / Oellers                | «Los monstruos se arrastran»    | 4:44     |  |
| 8.       | «Eyes of a Child»                | Weiss / Oellers                | «Ojos de un niño»               | 4:32     |  |
| 9.       | «Heavy Rain»                     | Weiss / Oellers                | «Lluvia fuerte»                 | 4:32     |  |
| 10.      | «For You I Will Die»             | Weiss / Oellers                | «Por ti moriré»                 | 5:30     |  |
| 11.      | «Underworld»                     | Weiss / Oellers                | «El bajo mundo»                 | 3:56     |  |

### Edición especial
| Side one |                                             |                                      |                                |          |  |
| N.º      | Título                                      | Escritor(es)                         | Traducción al español          | Duración |  |
| 12.      | «Take My Blood» (canción extra)             | Weiss / Marco Wriedt / Rob Schomaker | «Toma mi sangre»               | 4:21     |  |
| 13.      | «20 Years Anniversary Song» (canción extra) | Weiss / Oellers                      | «Canción del 20.º aniversario» | 12:19    |  |

## Créditos

### Axxis
- Bernhard Weiss — voz principal y coros
- Harry Oellers — teclados y coros
- Marco Wriedt — guitarra
- Rob Schomaker — bajo
- Alex Landenburg — batería

### Músicos invitados
- Walter Pietsch — guitarra (en el tema «20 Years Anniversary Song»)
- Natalie Mol — voz secundaria y coros
- Carlos Montana — percusiones
- Kirsten McNamara — coros
- Hendrik Sole Mio — coros

### Personal de producción
- Bernhard Weiss — productor
- Harry Oellers — productor
- Dennis Ward — mezclador
- Jürgen Lasky — masterizador
- Derek Gores — arte de diseño de portada
- Hiko Kramer — distribución y diseño
- Dirk Schelpmeier — fotógrafo

## Listas
| Año  | País     | Lista                | Posición máxima |
| ---- | -------- | -------------------- | --------------- |
| 2009 | Alemania | Media Control Charts | 40.º            |